# Evangelische Kirche Schwarzenborn (Cölbe)

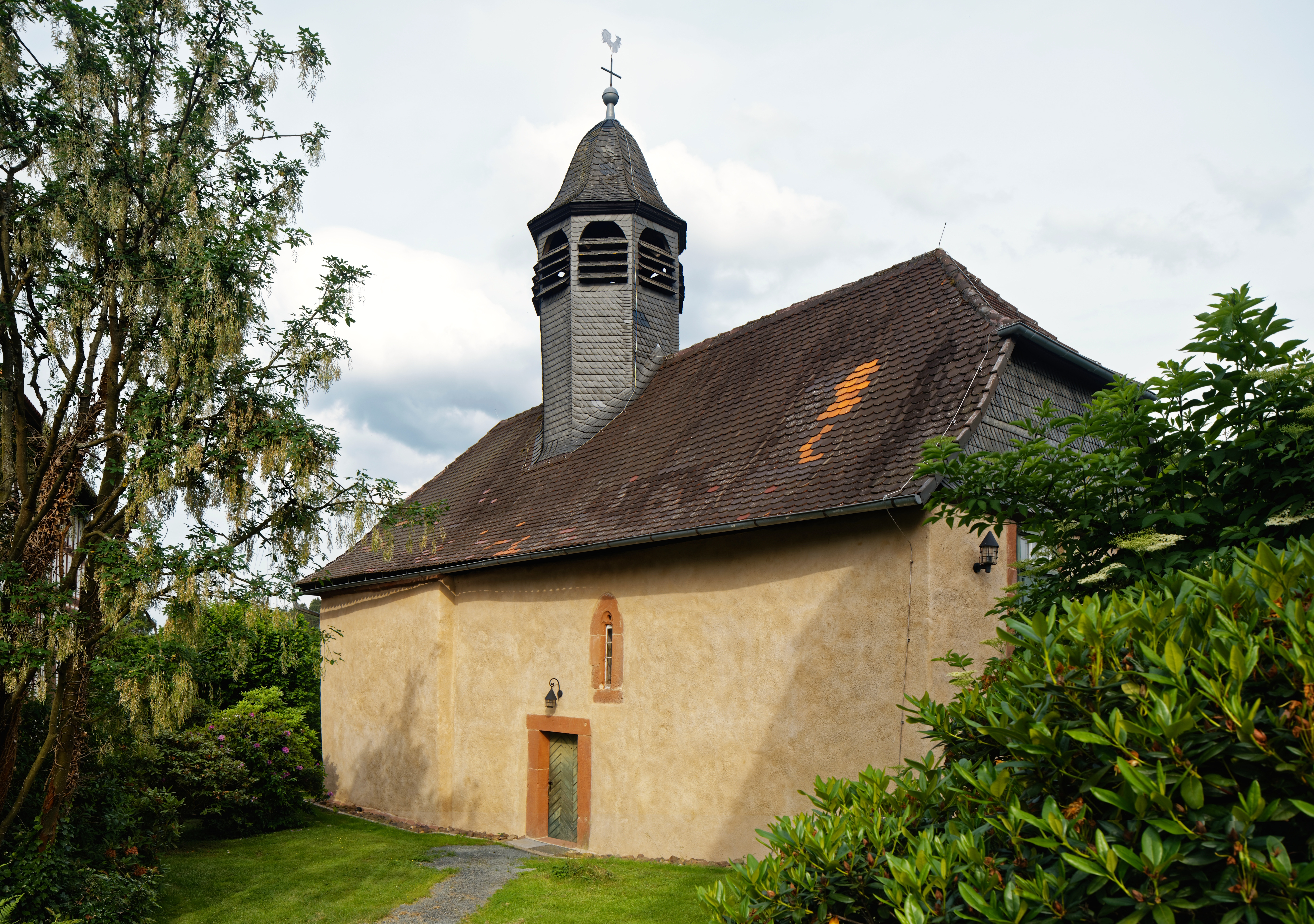
Ansicht von Nordwesten (2020)

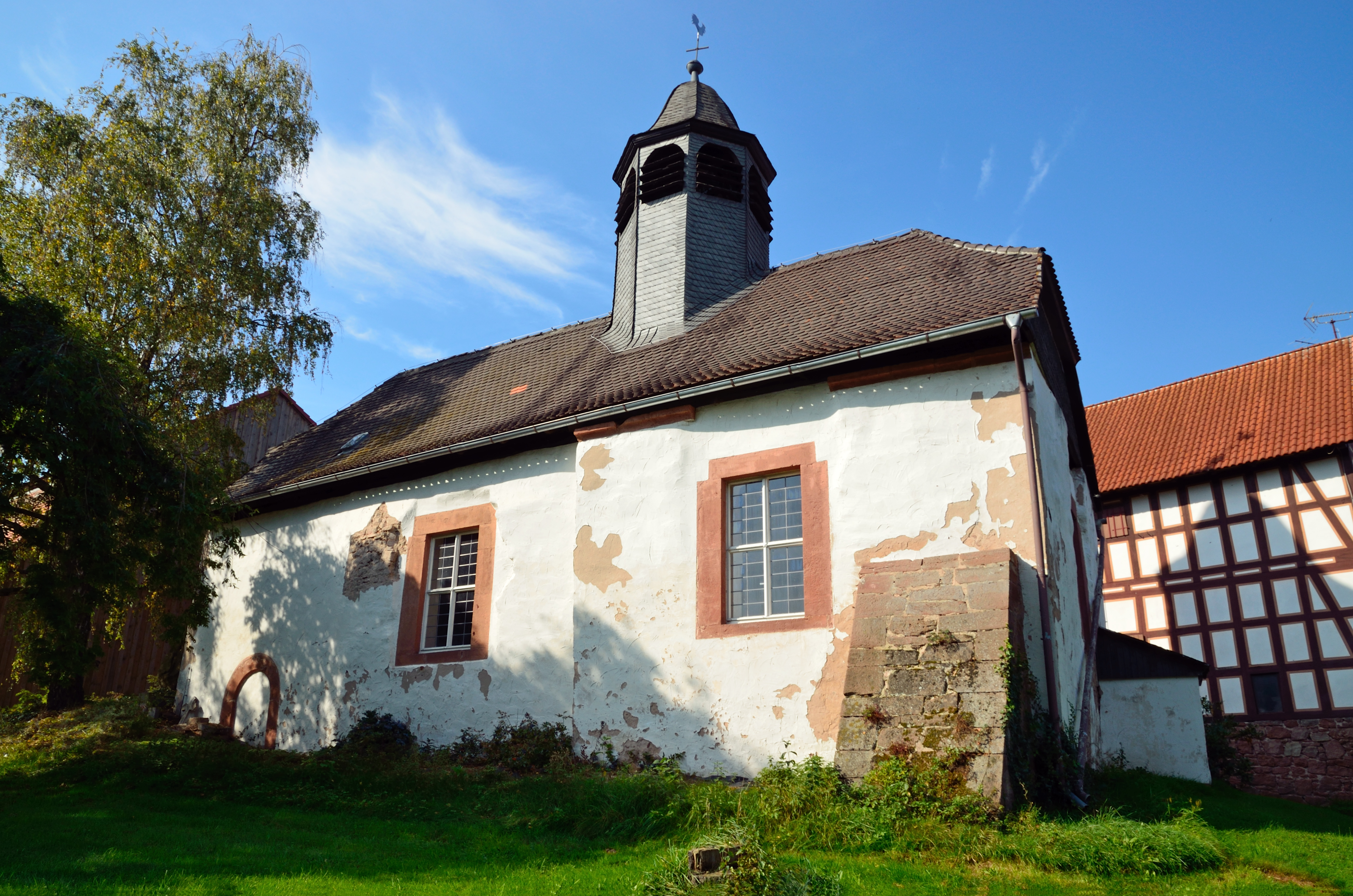
Kirche in Schwarzenborn vor der Renovierung (2011)

Die Evangelische Kirche in Schwarzenborn in der Gemeinde Cölbe im Landkreis Marburg-Biedenkopf (Mittelhessen) ist eine frühgotische Saalkirche vermutlich des 13. Jahrhunderts mit später hinzugefügtem gotischen Rechteckchor. Die denkmalgeschützte Kirche prägt das Ortsbild und ist hessisches Kulturdenkmal.

## Geschichte
In kirchlicher Hinsicht gehörte Schwarzenborn im späten Mittelalter zum Sendbezirk Schönstadt im Dekanat Christenberg im Archidiakonat St. Stephan in der Erzdiözese Mainz. Schwarzenborn war neben Schönstadt, Bürgeln, Reddehausen, Bernsdorf, Cölbe und Betziesdorf eine von sieben Kirchen, die die Klasse Rauschenberg innerhalb des Dekanats bildete.
Ab 1527 wurde die Reformation eingeführt, da Schwarzenborn zu dieser Zeit vermutlich Filiale von Betziesdorf war. Um 1609 folgte ein Wechsel zum reformierten Bekenntnis. 1624 wurde die Kirchengemeinde endgültig lutherisch. Im Dreißigjährigen Krieg fiel der Ort wüst und litt die Kirche schweren Schaden. Im Zuge der Wiederbesiedlung des Ortes wurde auch die Kirche um 1700 notdürftig wiederhergestellt. Die letzten Reparaturmaßnahmen wurden erst 1746 abgeschlossen.
2011 wurde die Kirche vermessen. Ab 2016 folgten Fassadeninstandsetzungs- und statische Sicherungsarbeiten und ab 2017 eine Innenrenovierung. Die umfassende Renovierung wurde im Frühjahr 2019 abgeschlossen.
Nach langer Zugehörigkeit zu Betziesdorf wurde die Filialgemeinde Schwarzenborn 1986 abgetrennt und eine selbstständige Kirchengemeinde, die mit Schönstadt pfarramtlich verbunden wurde. Die beiden evangelischen Kirchengemeinden Schönstadt-Reddehausen und Schwarzenborn wurden 2013 aufgehoben und fusionierten zur evangelischen Kirchengemeinde Schönstadt. Die Kirchengemeinde gehört zum Kirchenkreis Kirchhain in der Evangelischen Kirche von Kurhessen-Waldeck.

## Architektur
Die verputzte, nicht exakt geostete, sondern nach Ost-Nordost ausgerichtete Saalkirche ist im Südosten des Dorfkerns aus Bruchsteinmauerwerk errichtet. Das frühgotische Kirchenschiff und der gotische Chor mit geradem Schluss werden unter einem gemeinsamen ziegelgedeckten Krüppelwalmdach vereint. Die Giebelflächen sind verschiefert.
Im Chor sind Reste des Gewölbes erhalten, dessen Rippen auf Dreiviertelsäulen mit Kelchkapitellen ruhen, die mit Ornamenten verziert sind. Dem Chor ist ein barocker, achtseitiger, verschieferter Dachreiter von 1746 aufgesetzt, in den acht rundbogige Schallöffnungen für das Geläut eingelassen sind. Der Dachreiter beherbergt zwei Glocken, davon eine aus dem 19. Jahrhundert. Sie trägt die Inschrift: „DER GEMEINDE SCHWARZENBORN GEHOERE ICH. I. TEUTSCHMANN UND F. BARTHOLOMAI ZU HOLZHAUSEN BEI HOMBERG GOSS MICH 1839“. Die Welsche Haube wird von einem Turmknauf und einem Kreuz mit Wetterhahn bekrönt.
Das Kirchenschiff ist gegenüber dem Chor leicht eingezogen. Die schlichten Gewände der Portale und Fenster sind aus rotem Sandstein gefertigt. Am östlichen Ende der Südwand ist ein niedriger Strebepfeiler errichtet. Der Innenraum wird im Süden durch zwei Fenster mit Sprossengliederung und in der östlichen Chorwand durch ein weiteres Fenster belichtet. Diese drei großen Fenster wurden im 18. Jahrhundert eingebrochen und haben hochrechteckige Laibungen mit einem Stichbogen, der aber von außen nicht sichtbar ist. In der Nordwand des Schiffs ist ein hochsitzendes Schlitzfenster mit Nonnenkopf aus gotischer Zeit eingelassen. Ein ehemaliges Rundbogenportal am westlichen Ende der Südseite ist vermauert. Das hochrechteckige Nordportal hat einen geraden Sturz, der mit der Jahreszahl 1746 des barocken Umbaus bezeichnet ist. Das hochrechteckige Westportal führt über eine Außentreppe zur Westempore.

## Ausstattung

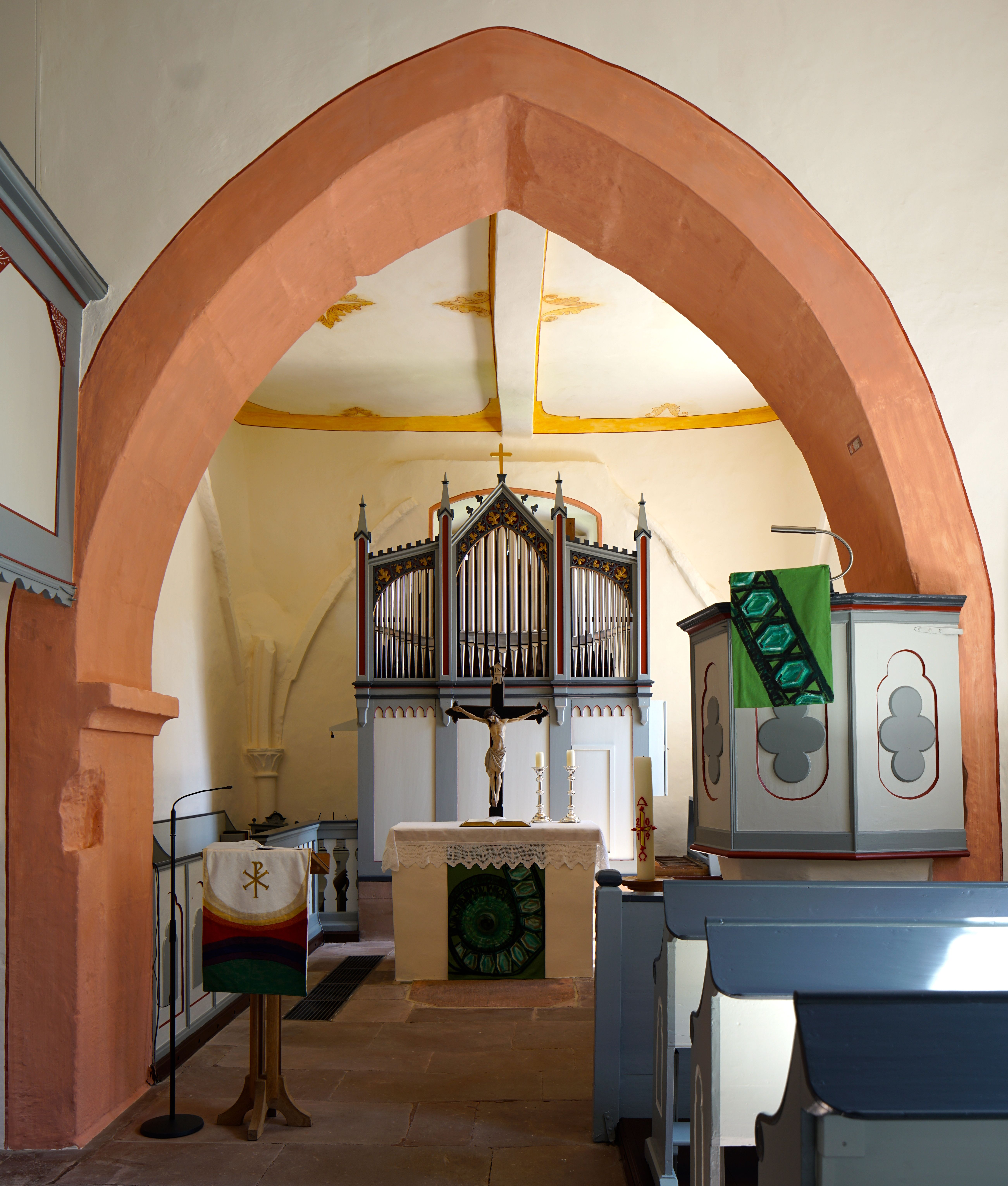
Innenraum mit Blick nach Osten

Der Innenraum wird von einer Flachdecke abgeschlossen, die im Chor und im Schiff auf einem Längsunterzug ruht. An der Chordecke sind bei der letzten Renovierung girlandenartige Malereien und an der Decke des Kirchenschiffs Darstellungen der vier Evangelisten freigelegt worden. Reste von Malereien fanden sich zudem an den Fensterumrahmungen. Die schlichten Malereien stammen aus dem 18. Jahrhundert. Ein spitzbogiger Chorbogen mit vorkragender Kämpferplatte über einer Hohlkehle öffnet den Chor zum Schiff. Der Boden ist mit Platten aus rotem Sandstein belegt.
Die Kirchenausstattung ist schlicht. Im Nordwesten hat eine Winkelempore, die vermutlich aus barocker Zeit stammt, querrechteckige, profilierte Füllungen, deren obere Ecken abgeschrägt sind. Das Kirchengestühl im Schiff lässt einen Mittelgang frei und geht großenteils auf dieselbe Zeit zurück. Die Wangen nehmen das Motiv des Nonnenköpfchens auf. An der Nordwand des Chors steht hinter einer Balustrade eine durchgehende Bank.
Vor einer großen Spitzbogen-Nische, dem verbliebenen Schildbogen des Gewölbes, in der Ostwand ist die Orgel aufgestellt. Davor steht der massiv aufgemauerte Blockaltar mit Sandsteinplatte und einem Altarkreuz des Dreinageltypus. An der südlichen Seite des Bogens ist die polygonale hölzerne Kanzel errichtet. Die Kanzelfelder tragen langgestreckte Vierpassmotive in einem Nonnenkopf. Östlich der Kanzel ist ein Pfarrstuhl angeschlossen, der im oberen Bereich durchbrochenes Rautenwerk hat. Das große hölzerne Kruzifix an der Nordwand des Chors wurde um 1700 gefertigt.

## Orgel

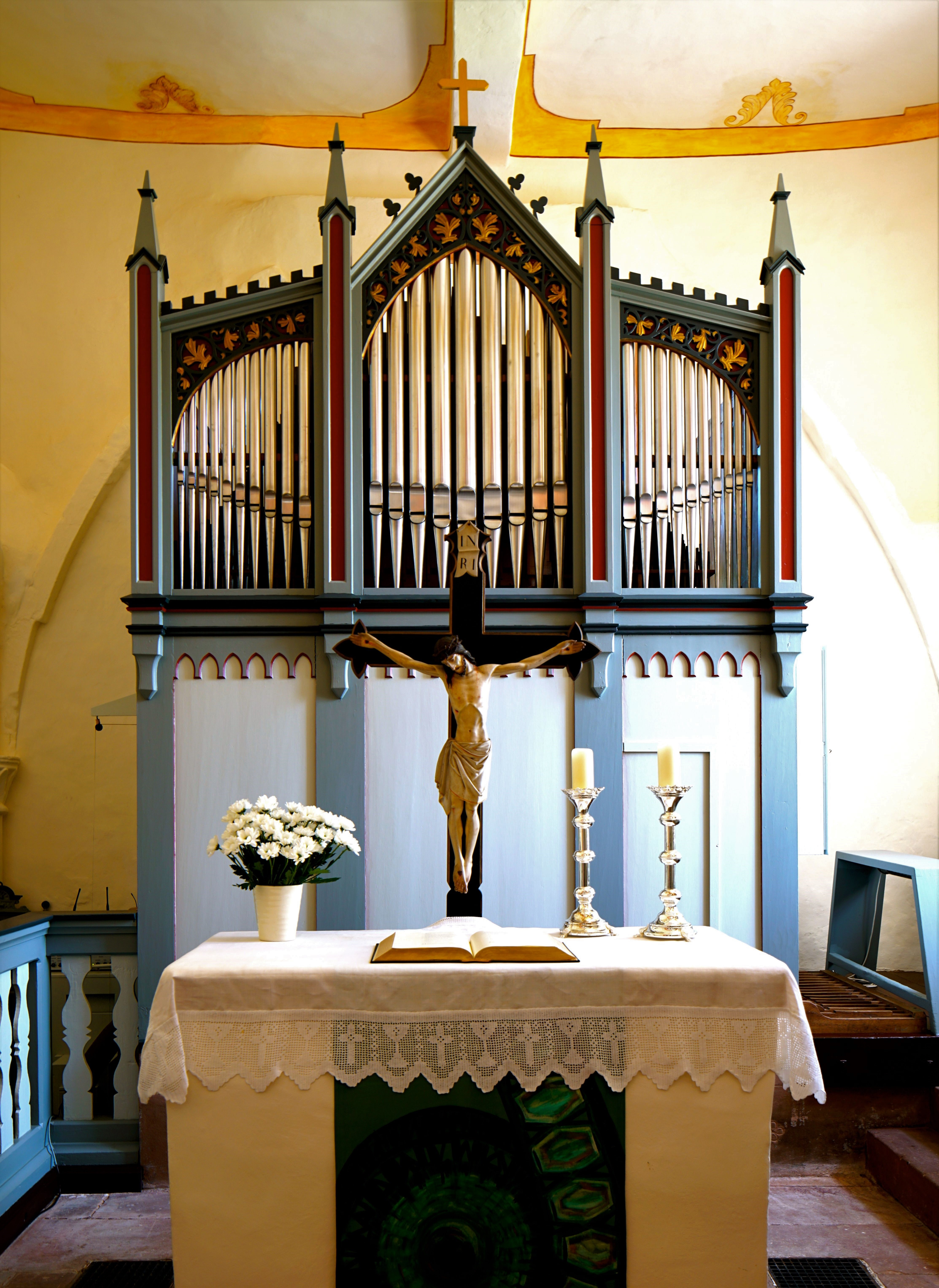
Dickel-Orgel von 1885

Peter Dickel baute 1885 eine Orgel, die weitgehend erhalten ist. Ihr dreiteiliger Prospekt ist in Grautönen gefasst und wird durch vier rote Pilaster gegliedert, die in Fialen übergehen. Das mittlere überhöhte Pfeifenfeld hat einen Dreiecksgiebel mit Dreipassen, dem auf der Spitze ein kleines Kreuz aufgesetzt ist. Das Mittelfeld wird von zwei trapezförmigen Feldern mit bekrönenden Zinnen flankiert. Die Schleierbretter tragen vergoldete akanthusartige Blattornamente. Das Untergehäuse hat drei hochrechteckige Füllungen, die nach oben mit einem Spitzbogenfries abschließen. Der zinnerne Prinzipal im Prospekt wurde 1917 an die Rüstungsindustrie abgeliefert und nach dem Ersten Weltkrieg durch Zinkpfeifen ersetzt. 1982 erneuerte Werner Bosch Orgelbau das Register mensurgerecht. Das seitenspielige Instrument verfügt über sieben Register auf einem Manual und Pedal. Die Disposition lautet wie folgt:
| I Manual C–f3   |    |
| Geigenprincipal | 8′ |
| Gedact          | 8′ |
| Salicional      | 8′ |
| Principal       | 4′ |
| Flauto dolce    | 4′ |
| Octave          | 2′ |

| Pedal C–c1 |     |
| Subbass    | 16′ |

- Koppel: I/P